# مسرح طقسي
المسرح الطقسي هو نوع مسرحي لا يعتمد اعتمادا أساسيا في بنائه على الشخصية، أو الحبكة، بل على تصدير المناخ الخاص بالطقس الذي تسبح به جميع العناصر المسرحية، المكونة للشكل المسرحي. فالطقس بهذا النوع، يأتي في المرتبة الأولي كما أنه دائما ما يكون المحصلة النهائية التي يحصل عليها المشاهد في نهاية العرض المقدم  ، ويعتمد كذلك في كثير من احيان علي مشاركة المشاهد لما يراه أماكه من حدث، وبهذا يحقق مفهوم الطقس من وجود عابد يقوم بالطقس بنفسه.

## بدايات المسرح
يمكن القول أن جميع الأنواع الدرامية قد بدأت في صورة طقوس دينية، فجميع العبادات والديانات تحتوي علي طقوس معينة تتضح من خلالها الديانة نفسها، وبهذا فالعرض للنص الديني هو شئ محوري واساسي في معظم الديانات.
انطلاقا من الديانات القديمة، سنجد أن نشأة المسرح والدراما ببلاد الأغريق بالطقوس الدينية التي قدمت للأله ديونيسوس من قبل العباد والعابدات، بما يعرف بالأناشيد الديثرامبية والساتيرية.
و مع ظهور المسيحية تم تحريم المسرح والدراما بشكل كامل، ولكن استخدمها الكهنة مرة أخرى كسبيل للتواصل مع العباد المسيحيين وهذا لصعوبة فهم اللغة اللاتينية التي كتب بها الإنجيل، لهذا قدم ما يعرف بالدرما الطقوسية، وهي التمثيليات الدينية التي تستمد موضوعاتها من الكتاب المقدس، وتقدم في الأعياد والمناسبات الدينية، كجزء من الطقوس الخاصة بالكنيسة الكاثوليكية الرومانية. وكانت تقدم في بداية الأمر باللغة اللاتينية لينشدها ورجال الكنيسة والكهان، ولما احتضنها الجمهور، صارت تكتب باللغة المحلية وخرجت من أسوار الكنيسة للنقابات والشوارع وتناولت بالتدريج مظاهر الحياة الدنيوية.
كانت تقام الطقوس الكنسية-داخل اسوار الكنيسة- من قبل الكهنة ورعايا الكنيسة مع حوار من الكورس وإيضا المشاركة الفعالة من الجمهور، وقد طور الدراميون اليونانيون الكلاسيكيون شكلا للحوار أسموه «التراشق الحواري» وهي طريقة لنطق السطر الشعري، الذي يتبادل فيه المؤدون السطورالفردية بتبادل سريع مثل الارتطام المفاجئ بالسيوف. ولأن الهدف من هذا المسرح هو التوعية والتبشير، لهذا برزت الاهتمامات بالكنائس والأبنية الكنسية بشكل ملحوظ في هذه الفترة بالعصور الوسطي، فهي الأماكن التي تحوي عروض العبادة ذات البنية الرفيعة.
رغم معاداة الديانات للمسرح والمظاهر المسرحية والدرامية، وهذا في ارتباط المسرح مذهبيا بالوصايا التي تمنع التصوير الفني وارتباطه اجتماعيابالفسق المفترض، إلا أن الطقس الديني ذاته، يعد أداء فنيا له ملامح جمالية اكتسبها علي مر العصور. لهذا ظهرت مسرحيات الأسرار والمسرحيات الأخلاقية.

## رحلة المسرح الطقسي
تطور المسرح الطقسي انطلاقا من مسرح الكنيسة ليأخد منحني أخر، رغم احتفاظه بملامح الطقس وهذا ما فعله «انطوان ارتو» بمسرحه مسرح القسوة وقد استقي هذا النوع من طقوس جزيرة بالي، تتلخص فلسفة ارتو أن المدنية كانت السبب الرئيسي في تدمير الطاقة الروحية للإنسان، فابتعد عن العاطفة الخالصة النقية ويري ارتو أن إنسانية الإنسان لن تتحقق إلا بإطلاق العنان لرغباته الفطرية وعواطفه البدائية الخشنة مثل الخوف والحب والحنين والشهوات، وعلي الإنسان الذي يريد استعاده ذاته أن يتخلص من حصار المدنية الخانق، ووجد ارتو في المسرح الاحتفالي الطقسي القديم ملجأ له، فيري أنها الوسيلة الوحيدة التي يمكن للإنسان أن يسترد من خلالها فطرته، والتي قهر بها الإنسان القديم مخاوفه وتعرف علي عالمه، حيث ترجم من خلال هذه الطقوس مفاهيم كالموت والحياة، والحب والكراهية، والخوف والجنس، وحولها لطاقات روحية وحركية مفعمة بالحس الصوفي والطاقة الشاعرية، وكانت تحمل معها تأثيرات هائلة علي المشاهد ولا يمكن للكلمة المنطوقة أن تأتي بنفس التأثير، لهذا رأي ارتو أن تقليص الكلمة واطلاق العنان للحركة والتعبير هو الأصل في التجربة المسرحية وبهذا تختلف عن التجربة الأدبية المكتوبة.

و يقول ارتو عن مسرحه هذا 
| مسرح طقسي | يوجد في العرض الذي يشبه عرض مسرح بالي شئ يلغي اللهو . ذلك الجانب المصطنع اللامجدي للأداء -أداء ليلة واحدة- الذي يتميز به مسرحنا نحن . فهو يقطع ما يخرجه من قلب المادة ، من قلب الحياة ، من قلب الواقع ، و يوجد فيما يخرجه شيئا من الاحتفال الديني ، بمعني أنه يستأصل من ذهن الناظر إليه كل فكرة عن التصنع ، و محاكاة الواقع محاكاة تافهة . لهه الحركات الإيمائية الكثيرة التي تشهدهاهدف مباشر تسعي إليه بوسائل فعالة يمكن اختيار فاعليتها توا . و الأفكار التي تهدف إليها، و الحالات الذهنية التي تعمل علي خلقها . و الحلول الصوفية التي تقترحها ، تثار ، و يتم الوصول إليها بلا تأخير أو مراوغة . و يبدو كل هذا كأنه تعزيم يجعل شياطيننا تتوافد | مسرح طقسي |

.
من أهم الدوافع التي دفعت المخرجيين للاهتمام والعودة مرة أخرى للطقوس كمصدر للابداع الفني، هو الحرب العالمية الأولي والثانية وما اثمرته من دمار وهلاك للإنسانية، فبعد الغرق بالكلمة كما حدث بالكلاسيكية، عاد مرة أخرى المبدعون للمصدر الإنساني الأول وهو الطقس، فنجد جروتوفسكي الذي أسس مسرحا خاصة أصبح بعد ذلك معملا مسرحيا، وذلك عام 1959 وحاول من خلاله البحث عن طريقة جديدة للتعبير، بحيث يختلف بفلسفته وأسلوبه عن الأساليب المسرحية السائدة، وبعد سنوات من العمل، استطاع أن يبلور معارفه وأفكاره ومحاولاته في أسلوب جديد أسماه المسرح الفقير  ، والذي اعتمد به علي تأصيل علاقة الطقس بين الممثل والمتفرج كعنصر أساسي في أسلوبه الاخراجي، لهذا تناول أساطير وحولها لأعمال مسرحية، وكان الهدف هو استخدام الأسطورة والرمز للتعبير عن اللاوعي الجمعي، الذي يربط بين البشر ويحفظ لهم وحدة مشاعرهم الوجدانية، ومن هنا يدرك الإنسانالإنسان حقيقة وجوده الروحي الخالص، ويستخدم جروتوفسكي التعبير الجسدي العنيف والعاطفة الجياشة، من خلال حالة طقسية من شأنها أيضًا أن تنتج طاقة تسمي «وحدة الفعل» وهي الطاقة التي توحد بين الروح والجسد وتناهض التناقض القائم بينهما مما يشعر المتفرج بنوع من الارتياح الروحي والجسدي، وهي فكرة استقاها جروتوفسكي من الفلسفةالفلسفة الهندية والصينية القديمة.

## تقنيات المسرح الطقسي
لأي شكل مسرحي ملامحه وتقنياته التي يعتمد عليها للتواصل مع الجمهور وهو الهدف الأهم، لهذا سنجد مثل هذه التقنيات في المسرح الطقسي ولكنها محققة بشكل مختلف عن المسرح التقليدي.

### اللغة
لا تستخدم اللغة في أطارها الطبيعي بهذا المسرح بل هي مقننة نظرا لافساح المجال لعناصر أخرى، ولكن هذا لا ينفي أهميتها البالغة، وفي أغلب الأحيان هي كلمة لا تخضع للتحليل المنطقي، أكثر ما تخضع لمدي التأثير علي المسمتع لها والمشاهد للعرض، فهي كلمة مقدسة. إلي جانب أنها ليست حكرا علي الممثلين فقط وإنما يمكن للجمهور المشاركة، فهناك هدف مشترك وهو البحث عن الحقيقة من خلال الكلمة والإيقاع والصورة واللون وكافة التقنيات القادرة علي تحويل القول إلي فعل ولإيقاظ وعي المتلقي من خلال هذه المهارة الفائقة -من الناحية الفنية- التي تجعل الفنان الطقسي معبرا بايم الجماعة عن كل ما يجيش في الصدور.

### الرمز
يعد الرمز أحد أهم المكونات للعمل المسرحي يجعلنا نبلغ أكثر أشكال الخيال ثراء، وبصفته وسيلة معرفة وإتصال فهو عامل أساسي في العلاقة القائمة بين العمل المسرحي والمتلقي وتعدد أشكاله يعمق ويثري ويوجه أو يوضح التفسير. ويلجأ المسرح الطقسي لاستخدام الرمز ليعطي قوة دافعة للفكر تحثه علي الابتكار والإبداع بلا قيود. تكمن قوة الرمز في أنه ينطلق من فكرة عامة يأتي كل فرد بتفسير مغاير، وفقا لمفهومه الخاص وقد يصل بتفسيره إلي أبعد مدي ممكن، وهكذا تصبح لغة الركو لغة شاملة وعالمية تتخطي حدود المحلية وهي أحدي السمات الرئيسية لكل ما هو ذو طابع تقليديمما يجعلها تسمو علي كل ما هو إنساني أو دنيوي والرمزية يبدو كأحد أشكال الفكر المبتدعة وغن كان حدسيا مما يكسبه القدرة علي أن تكون نقطة لانطلاق وارتكاز ما هو مدرك بالحدس والبديهة.
و فيالرمز سالذي يمارسه المسرح الطقسي هو أولا الشكل المحسوس لتعاليمه ذات الأصل التلقيني وهي لغة تفوق في عالميتها كافة اللغات العادية التي تتوقف عند حد ما هو مرئي ومألوف. فالرمز هنا يشير إلي وجود حقائق جوهرية تختفي وراء تلك المظاهر التي يتعين علي المتلقي التعرف عليها طوال فترة العرض فكافة عناصر الطقس ما هي إلا مادة تدعو للتأمل وتثير النساؤل، وهي الغذاء الفكري من خلاله يصل المتفرج إلي قمة الوعي والإدراك.

### رمزية الأماكن
كان الفراغ المسرحي في الطقس التقليدي ينقسم إلي مستويين الإلهي السماوي والإنساني والأرضي ومن هذا التوافق والتناغم الذي يضم القوي العليا والجموع ومنظم الطقس كان ينبع الطقس الوؤثر وال فعال القادر علي تغيير وتبديل الحال أما المسرح الطقسي الذي أخلي الأرض والسماء ممن يقطنها فإنه يضع المجتمع في قلب الفراغ المنوط إليه التعبير عن مشاكله ومحاولة إيجاد الحلول لها.
و لقد ولقد احتفظ في بعض العروض بالدائرة الطقوسية التقليدية المشكلة نصفها من الممثلين والنصف الآخر من المتفرجين وهنال دائما في أول العرض ممثل مسئول عن رسم تلك الدائرة ببودرة الخزق ويدور داخلها وهو ينشد الأغاني وهذا الفراغ أيضا منظم بحيث يتسع بالذات للأدوات والكسسوارات الطقسية وللشخصيات التي لا يتاح لها التعبير ببلاغة إلا في الأماكن المحددة ذات الدلالة أيضا والدائرة بشكلها المستدير تشعر كل فرد أنها صنعت خصيصا ليجد ذاته ويستجمع نفسه وسط مجموعة تعمل في آن واحد علي البناء والهدم وإعادة البناء الجماعي، وينقسم الفراغ إلي عدة أماكن مسرحية مستقلة وليس من بينها أي فراغ خيالي تتصارع داخله قوي غامضة وإنما هي أماكن يتاح مشاهدة كل شئ فيها حيث تظهر التقنيات ويتم تتبع نمو الشر وسقوط الاقنعة وكافة هذه الأماكن معاشه يتحرك داخلها الممثلون للتشبع بالاهتزازات فيموتون ويبعثون.

### الديكور
يعتمد الديكور علي عناصر تميل إلي البساطة مما يتيح للمتفرج فرصة التأمل والخيال ويجعل الممثلين أكثر قدرة علي الاندماج ومعايشة المواقف المختلفة دون أن تسبب كثرة الديكورات وتعقيدها في تشتيت تفكير كل منهما وتنتهي كافة العروض الطقسية وسط الجمهور حيث ينتظر الإجابة المرتقبة وحيث يجد كل فرد نفسه في قلب الواقع المراد تغييره.
أما عن العناصر المستخدمة في الديكور فهي كثيرا ما يعود استخدامها إلي طقوس الأسلاف المتوارثة جيلا بعد جيل وإن كانت دلالاتها قد اكتسبت معاني جديدة مع احتفاظها بمكانتها في قلوب من توارثها وما تفرضه من احترام وخشوع علي من يعيدون استخدامها.

### الملابس
إن ملابس منظمي الطقوس كانت في حد ذاتها تمثل في الطقوس التقليدية عالما دينيا مصغرا ونظما رمزيا متكاملا، وكأنها معابد متنقلة تحتمي بقوة أرواح الأسلاف وبمجرد أن يرتديها منظم الطقس نراه وقد تخطي حدود عالمنا الأرضي لينتمي مباشرة إلي عالم الأرواح والأسلاف.
كذلك تتحكم الألوان في الدلالات التي تصل للمشاهد أو بمعني أخر المشارك في الفعل، فلكل لون دلالته ومعناه التي يفك شفرتها المشاهد طوال العرض الطقسي، وهكذا تصبح الملابس بألوانها لغة ووسيلة شفاء فهي رمز الأعماق وكل خبايا النفس ولكي تتسني إقامة علاقة معها ينبغي أولا وقبل كل شئ تحرير النفس من كافة الأغلال حتي تستجيب لتلك النداءات الكونية.

### الآلات الموسيقية
تكتسب الآلات الموسيقيةالآلات الموسيقية المتخدمة في العروض الطقسية دلالة رمزية قوية، فدورها لا يقتصر علي خلق ديكور موسيقي وإنما الأسمي من ذلك والأهم هو المعاونة علي إيقاظ الوعي تدريجيا وإقامة الحوار بين كافة عناصر الديكور الأخرى.
ترتبط الآلة الموسيقية ارتباطا وثيقا بعازفها وبالشخصية التي تستخدمها كي تعطي المزيد من الثقل للدور الذي تقوم به ولمضاعفة التأثير علي المتلقي-المتفرج- وتسمح الآلة لحاملها بالحركة والتنقل وشغل الفراغ المسرحي كيفما شاء دون أي قيود في الحركة وهي إضا تعير صوتها لكل من لا قدرة له علي التعبير بذاته كالجمهور والموتي واللاوعي.
و تستخدم الآلات الموسيقية لتسمح للكلمة بالتحرر بفضل جهودها المتواصلة، فالآلة تتقمص حالة الصعوبة في التعبير التي تعتري الشخصية في جمل الحوار التي تتفوه بها، لتعطيها دفعة قوية من الحيوية وتيسر عملية التخلص من الكلمة-السم-.
لا يقتصر الأمر علي الآلات الموسيقية فحسب وإنما تستخدم بعض الأداوت والأكسسوارات الصادرة للاصوات كطلقات الرصاص والسياط والصفارات، وبهذا فتتحول هذه الأدوات من كونها أدوات في ذاتها إلي دلالة ومعني ورمز، فيتم استخلاص كافة الطاقات من هذه الأدوات لتوصيل الرمز المراد فك شفرته.
كذلك هناك بعض العناصر التي تندرج في التكوين الصوتي وتعرف بالمقومات شبه اللسانية، إي التي تصدر عن أصوات بشرية لكنها لا تعد كلمات، وهي «الأصوات المحاكية، الضحك، الصرخة، الصمت»

### الأصوات المحاكية
و تعتمد علي أصوات الصياح التي يطلقها الممثلون والجوهمر بطريقة تلقائية وسط الحوار وهي تؤكد سواء علي الموافقة أو الرفض أو الغضب أو الاشمئزاز وغيرها من ردود الأفعال، وتقوم وسائل التعبير هذه علي ثلاث مبادي: أولا تسمح للمتلقي بمتابعة الحوار وهو في يقظة تامة وادراك كل معني من وراء كلماته وهذا هو المظهر التربوي الداعي للمشاركة في التلقين في المسرح الطقسي الذي يصر علي التفهم الكامل لكافة مراحل الحوار وفي نفس الوقت يمكن الممثل إلي قمة نضجه الفني في نهاية الطقس دون أن يطلق العنان لمشاعر الشخصية ويظل علي وعي وادراك كامل يؤهله لحث المتلقي علي التفكير والتأمل وأخيرا تقوم هذه النوعية من الكلمات علي قانون من قوانين التطهير المرتبطة بالطقس يؤدي إلي تطهير نفوس وأجساد المشاركين من كافة الطاقات الآثمة ومن الكلمات السامة التي تدمر الإنسان وتصيبه بالتسمم ومن هنا تأتي أهمية الصخب والضجيج في العروض الطقسية بهدف طرد القوي السالبة عن طريق الصدمات العنيفة وليتسني بعدها مسام الجلد بالكلمة الطاهرة حتي تبلغ هدفها الأخير ألا وهو المخ لتستقر فيه كفكرة راسخة.

### الصرخة
إحد وسائل التعبير الأخرى تكمن في الصرخة التي تعد قمة التعبير اللغوي فهي تجرد الخصم والعدو من كافة أسلحته، فهي تعد آخر الأسلحة وهي لا تدل علي الخوف وإنما هي العكس من ذلك، تولد طاقة تدعو إلي العمل والفعل ولذلك يلجأ المسرح الطقسي إلي استخدامها لما لها من قدرة علي الخلق والابداع، وهي تستخدم في طقوس الحداد ليس بغرض التعبير عن الحزن وإنما لكي تحرر الكلمة الشافية وقد تصبح الصرخة في بعض الطقوس الوسيلة الوحيدة للخلاص وهكذا تتخلل الصرخات عبارات الحوار لتسمح بالمزيد من الإيضاح والتحليل ومن مصلحه كل المشاهدين استخدام كافة الطرق والوسائل التي تتيح التعرف علي الحقيقة كاملة والأسباب الأولية بغرض تحيقي الاستقرار النفسي التام.

### الضحك
تعد الضحكة عنصرا هاما في المسرح الطقسي، وبكن مع مرور الأيام بدأت تتقلص، ولهذا تظهر بشكل مقنن لكي لا تترك آثارا ظاهرة وإن كان يتم السيطرة عليها في حينه خشية أي تفسير خاطئ للمعني.

### الصمت
لتبقي الأسرار مقدسة، كان الصمت في الماضي والغموض يكتنفان الطقوس التقليدية، فالمعرفة شر كما كان يقال، لذا لزم الجميع الصمت كالكلمة يمكنها أن تعرض المجتمع للخطر. الصمت مثقلا بالمعاني والرموز والأسرار التي لا تقدر علي تفسيرها إلا الأقلية العالمة ببواطن الأمور أما اليوم فان المسرح الطقسي لا يفرق بين فئة خبيرة بشئون الطقس وأخرى جاهلة به بل هو يخاطب الجميع بلغة واحدة.
يتحول الصمت هنا إلي وسيلة فعالة لحسن توزيع الطاقة، والبداية تكون دائما برفض هذا الصمت الذي يطبق علي الصدور ويفوق عن الفعل المغير لواقع الحال المتردي، وهنا يصبح الصمت مرادفا للجبن والموت، ونري في المسرح الطقسي أن الآلات الموسيقية مثلا كالناي ترافق فترات الصمت حتي يتسني لذهن المتفرج أن يصفو ويتهيأ للتأمل العيق ليلتقط ملاحظة دقيقة لها أهميتها في سياق العرض فأهم التقنيات التي يرتكز عليها المسرح الطقسي هي الإصرار علي عدم تقديم الأجابة جاهزة وحث المتفرج علي البحث عنها، والصمت يجعله يصل لهذه المرحلة خاصة عقب مواقف هامة، ليتشبع بعدها بالمعني كامل ويصل لمغزي وجوهر الرموز.
و هناك نوعيات أخرى من الصمت تتيح للمتفرج لحظات يتعرف فيها علي خبايا نفسه ومشاعره الدفينة أو تتيح له فرصة إمعان النظر في شكل الديكور ووضع الأكسسوارات.
و هكذا يصبح الصمت دافعا لإيقاظ وعي المتفرج وحثه علي المضي قد ما نحو تغيير المجتمع فالأجساد تتجمد في وقفتها علي خشبة المسرح وتشع من حولها نور الوعي وتؤدي إلي تصحيح الفهم والقدرة علي الاستيعاب لدي المتلقي المترقب وهنا يرفض سلبيات الماضي ويتهيأ لبناء المستقبل أي ينفض عنه أجنحة الموت ليسري في عروقه دفء الحياة ويمر بمرحلة النضج والوعي قبل أن ينتقل إلي العمل والفعل القادران علي تغيير هذا المجتمع عقب فترة سبات دامت طويلا.

### الأناشيد
تمثل الأناشيد عنصرا هاما من عناصر الطقس يتيح متابعة المواقف الهامة والمعقدة في العرض وكلماتها وانفاسها مستمدة في معظم الأحيان من التراث والطقوس التقليدية أو من الأغاني الحديثة وتتميز اناشيد المسرح الطقسي بالدور النقدي الذي تقوم به والذي يتبع نمو الحدث خطوة بخطوة ونلاحظ بصفة عامة أنهذا المسرح لا يدع المتفرج يستمع إلي الأنشودة ويتابعها حتي نهايتها بل تتوقف ما أن تبلغ الغاية منها ويتم التيقن من تأثيرها علي نفس المتلقي وقد تصاحب تدخل أحدي الشخصيات في سياق الأحداث مستغلا ما أحدثه هذا الغناء من تأثير قبل أن يزول مفعوله .

### الجسد
يكتسب الجسد في المسرح الطقسي أهمية توازي تلك التي تمتاز بها الكلمة وإن كان لا يتفوق عليها، فالكلمة بدورها وسيلة تحرر وتواصل وهناك أبحاث عديدة قد عنيت بدراسة العلاقات بين وسائل العلاج الديونيسوسية (ووسيلتها الجسد) والأبوللية (ووسيلتها الكلمة).
و لكن ذلك لا يعني أن المسرح الطقسي وذلك علي حساب الكلمة وكأن الممثل بالمسرح الطقسي ما هو إلا جسد.

## تعريف الجسد بالمسرح الطقسي
يعد الجسد بالمسرح الطقسي مركز الحياة ويتعلم كيف يشعر به مما يتيح التعرف علي جسد الآخر وعلي البيئة المحيطة، وبذلك يصبح الجسد بمثابة الميزان الذي يقود إلي الفعل المتزن الذي يحقق التناغم والتلاقي بين الأنا والآخر والذي به تتم السيطرة الكاملة علي الحواس، فالجسد هو تلك النقطة في الفراغ التي تلتقي عندكافة مستويات وأشكال الحياة، حيث تنصهر كافة التجارب المعاشة والطقس هنا لدية القدرة علي تحرير طاقة التعبير التي تختزنها الانقباضات العظلية والكبت النفسي وهو يسمح للجسد وتوابعه بأن يتحول من حالة السيادة إلي أداة طيبة مسخرة لخدمة الإنسان.

### القناع الطقسي
القناع التقليدي كا ذو طابع ديني أساسا وإقامة العلاقة معه والإستحواذ عليه كانت بمثابة التواصل إلي جوهر المعرفة فحين يلتمس من القناع إصدار حكم ما لم يكن الأمر يتعلق بإنسان وإنما بروح تحاكم إنسانا كان تابعا لها وقد لعب القناع دورا هاما في تنظيم الهيكل الاجتماعي، فقد كان همزة الوصل بين العالم الإنساني والإلهي الذي هو صورته الحية علي الأرض ويعرف في كافه القبائل والشعوب علي أنه ممثل عالم الاسلاف في المجتمع.
هذا عن القانع قديما، لكنه تطور اليوم ولم يعد النموذج الثابت بل صار قابلا للتغير والتبدل ليخلق كائنا جديدا ومساحات جديدة وافاقا جديدة ومرتديه، يعطي صورة جديدة للجسد ويترك الشخصية الاجتماعية ليظهر ويبرز كافة جوانب وخبايا النفس وذلك عن طريق محاولة سير أغوارها وهو لا يطمع في محاولة الوصول إلي مستوي اجتماعي لأعلي ولا يخاطب قوي عليا وإنما هو يجاهد ليجد الوجه الحقيقي للإنسان ذلك الذي لم يعتد رؤيته ويجد الأنا التي توجه كافة أفعالها نحو غاياتها.
إلي جانب أن القناع اليوم يكتسب جسداو روحا وصوتا إنسانيا، حيث ما إن يرتديه الممثل حتي يفقد قناعه الاجتماعي ليرتدي قناعا آخر أكثر صدقا وإقناعا هو قناع ذاته وأعماقه الدفينة ويبدا خلق جديد ويتشكل الوجه بتعبيرات جديدة وفي اللحظات التي تظهر فيها الحقائق الكبري يعود القناع ليحتل مكانته فوق وجه الممثل، ويحدث هنا تلاحم بينهما وتعطي كل منهما الآخر ونفحه من روحه وحياته ويخلق القناع المسافة والبعد الكفيلان بإيقاظ الوعي وكشف الحقيقة وبدلا من أن يصبح وسيلة للكشف والإظهار.

### التقنية الإيقاعية
يعد المسرح الطقسي أساسا أداة اعداد في خدمة الممثل والمتفرج معا، فهدفه هو خلق شعب جديد يستمد طاقته المتجددة من قوة الإيقاع والنفس والفكر والجسد والعقل كيان واحد لا يتجزأ والإيقاع ينبع من الانفعال ويولد بدوره انفعالا جديدا. ويقوم الإيقاع أساسا علي التكرار والتمايل، ولا يأتي اعتباطا وإنما يستخدم بأوقات معينة حسب الميزان الوقتي، فهو يخضع بطريقه ما للإيقاع البيولوجي، ويقال أن حينما نعجب بشئما فإن تكراره يزيد من اعجابنا به لأنه يتيح للفكر أن ينضج ويتبلور ويصبح دون تأثير ممتد قوي ودائم، فتكرار فكرة ما بإيقاع معين تمنحها قوة تنظيمية أكبر وتميزها عما عداها من أفكار.
يصاحب إيقاع الكلمة الطقسية حركات التمايل والتأرجح وهي تقنية طقسية أخرى نجدها في لاوعي الإنسان الذي يؤديها بطريقة تلقائية عفوية. التمايل الطقوسي قد ارتبط دائما بمفهوم ديني والتلقين بلجوئه إليه كان يفجر إمكانيات عقلية غير عادية وحين يولد الإيقاع ينشط العقل ويندمج الجمهور المتلقي في حوار حقيقي مع العرض المقدم وتحرر إيقاعات المسرح الطقسي كافة الطاقات الفكرية والحسية والعاطفية وهي تلجأ مثل الطقس التقليدي إلي الرقص كوسيلة لإيقاظ الوعي والإدراك وطرد كافة الأفكار الشريرة والتخلص من ثقل المادة وتكثيف كل ما هو نقي في أعماق العقل والإدراك وينتهي الامر بالمتفرج إلي الاندماج ليشعر بفضل الإيقاع بالبرودة والدفء والقوة والغضب، وليس الهدف هنا هو تخدير الوعي وإنما العكس من ذلك فتلك التقنيات الالمستخدمة من قبل المسرح الطقسي تحيي لديه أحاسيسا ومشاعرا كانت خامدة فالصدق علي خشبة المسرح من قبل الممثل يؤثر بدوره في المتفرج، فالمسرح هنا ليس تصنعا والممثل فيه لا يغش أبدا بل هو رمز للانا وقد تجسدت علي هيئه أشكال متعددة والممثل الطقسي ليس بمحترف بالمعني المفهوم وإنما هو مجرد فرد / مكلف من قبل الجماعة بمهام سامية ألا وهي الحفاظ علي أهم لحظات الوجود الدرامية ومعاونة غيره علي تخطي المضيقو عليه أن يجد دوره المقدس الذي كان يقوم به في الماضي والذي كان بموجبه يعاون الغير علي بلوغ أعلي درجات الإدراك والمعرفة.
فالمسرح الطقسي يعتبر الالطقس وسيلة يبلغ بها المتفرج الكمال ليتمكن من التوصل إلي حل المشاكل التي تعترض حياته وتعرفه بها وبابعادها والهدف السامي الذي يسعي إليه المسرح الطقسي هو تحرير الإنسان وذلك بتغيير المتفرج والممثل معا وإلا فبدون هذا التغيير لا شئ يمنع المضظهد اليوم من أن يصبح جبارا غدا وتنقلب الأوضاع وبذلك تكون رسالة المسرح ما هي إلا دعوة للاضطهاد وذلك امر مستبعد في المسرح الطقسي الذي يسعي جاهدا لخلق الفرد الكامل الواعي الحر.

### الممثل الطقسي
يسعي الممثل الطقسي لاعادة أحياء دوره المقدس الذي لعبه في الماضي في قلب تراث الاسلاف فهو يضطلع بمسئولية ايقاظ وعي المتفرج وهي مسئولية لا تقل في اهميتها عن تلك التي طالما حملها الاسلاف وقاموا بها علي أكمل وجه تجاه أفراد عشيراتهم والممثل الطقسي بمثابة المرآة التي يري فيها المتفرج ذاته علي حقيقتها بلا رتوش فهو الوحش الكامن في أعماق كل منا ويبدأ الصراع بين النور والظلام والخير وقوي الشر وهنا يلتقي الممثل الطقسي مع الممثل المقدس كما هو بمسرح جروتوفسكي فهو مثله لا يبيع جسده وإنما يضحي به مثل الشهداء والقديسين.
لا يؤمن الممثل الطقسي بمقولة (المسرح الحي) والتي تنص علي أن المسرحالمسرح هو الحياةالحياة ولكنه يقدم صورة للحياة بمتناقضاتها ثم يدعو المتفرج للتدخل بكل ثقله في مجرياتها بعد أن يوضح له سبل السيطرة علي الواقع ووسائل تغييره وتبديله والممثل الطقسي لا ينتمي لحزب بعينه فهو ليس يمينيا أو يساريا ولا ماركسيا أو فاشيا وإنماتقوم السياسة التي يؤمن بها علي أساس محاولة بناء مجتمع لا يؤدي إلي اصابة افراده بالإحباط ويتطلب ذلك الدور من الممثل أن يكون قادرا علي طرح التساولات وعرض المشاكل بموضوعية وعلي المتفرج حتي يتكاتفا معا في محاولة لتغيير بنية المجتمع.

### اعداد الممثل الطقسي
لكي يتسني للممثل أن يكون هذا الإنسان الواعي الباحث عن الحقيقة القادر علي معاونة المتلقي علي أن يتجدد وعيه ويرقي احساسه وادراكه لما حوله يتحتم عليه أن يخضع لتقنيات معينة تسمو بذاته وتخلصه من عاداته لبالية ومن العوائق التي تحول دون أن يجهد طاقاته المعنوية والمادية والفطرية والواعية لكي يصل إلي تحقيقي الفعل الكامل.
و الأعمال السيكودرامية تحتل مكانة هامة بين المسرحيات التي يقدمها المسرح الطقوسي وهي تفترض قبل أن يتم تثبيتها من خلال الفن مرحلة من التلقائية والبحث عن حقيقة الممثل ذاته إذ يجب عليه أولا ان يتعرف علي كل ما يشعر به من عوامل الإعاقة وان يتعرف علي كافة المتناقضات التي تتصارع في أعماقه قبل ان يصبح قادرا علي ان يكون تجسيدا حيا لها والاسلوب التقني الذي يعتمد عليهيقوم علي أساس الإلغاء والتنحية أي محاولة التخلص من كافة العوامل التي تحول دون ودون تجاوز حدوده المعتادة ليصل إلي المستوي الأعلي وهو مستوي العطاء ولكي يعمل من اجل الغير ليعيد ما وهبته الطبيعة إياه ويبلغ مرتبة الكمال.
و هنا يفرض تساؤل نفسه عن نوعية المنهج الذي يتحتم اتباعه لكي يصل الممثل الطقوسي إلي هذا الحد من النضج والإحساس بالتحرر الذي بدونه لا يستطيع التعبير عن شي ما ووفقا لبناء النجمة خماسية الزوايا التي ترمز إلب الطقس التقليدي غلي بلوغ الكمال يتبع الممثل نفس البناء ليتحكم في تلك الزوايا «الجسد، الشعور، العقل، الإرادة، الوعي» ليصل إلي مرحلة النضج من أجل التحرر الكامل ونمو القدرة علي الابداع والخلق، فالتدريب يبدا من الداخل ليمتد نحو الخارج متدرجا زوايا النجمة الخماسية حتي يصل إلي المستوي الأعلي مرورا بالجسد وهو المرحلة الأولي نحو التحرر الكامل ويتم الوعي بكل إيماءه وكل همسة ثم كل احساس وفكرة حتي يتم الإحساس بكل ذرة طاقة يمكن شحنها من قبل ان يشرع الممثل الطقوسي في الاندماج في اداءه دوره وبذلك يتسني له أن يتخلل نجمته حتي يشع كل زاوية من زواياه وتتألق لكتمل.
فيبدأ بأعلي النجمة معي " وعي وادراك متفتح " وعلي الجانب الأيمن العلوي تأتي" افكار أكثر تنظيما " وعلي الجانب الأيمن بالأسفل يوجد لديه " جسد أكثر تناسقا في حركته وأوضح تعبيرا ، أما علي الجانب الأيسر نجد " مشاعر أكثر ثراء وعمقا " إلي جانب " إرادة أكثر قوة وأفضل توجيها " وبهذا حينما تجتمع هذه العناصر مها يصل للكمال.
تسري هذه الطاقة لتصل للمتفرج ليصل بدوره إلي مستوي أعلي من الوعي بذاته و بكيانه يتيح له الاقتحام بالوجود مع السيطرة علي زمام الامور.
يشير البعض إلي أن ذلك التحول ماهر إلا بفعل سحر لا يقاوم و لم لا مادام سحر قادر علي أن يقود إلي الصحوة المنشودة و لكن قوة الطقس تهدف أولا إلي خلق الإنسان الكامل و لذا فهي تغير الممثل الطقوسي تمهيدا لتعبير المتفرج بدوره و غلا فإن المضطهد و هو يعكس ما يهدف إليه المسرح الطقوسي الذي ينشد بلوغ أقصي درجات الكمال علي كافة المستويات و ذلك بتحويله المتلقي إلي مركز اشعاع للطاقة القادرة علي الفعل و علي التغيير بناء علي الفهم الواعي و الإدراك السليم اللذان يقودان إلي السلام و التجانس و النظام و التوافق.
ا=== معلومات ===

### الأناشيد الديثرامبية
هي أناشيد جماعية ينشدها العباد و العابدات لتمجيد الأله باخوس «ديونيسوس» - أله الخمر - ، و كانت أوزان هذه الأشعار متنوعة و روحه مفرطة في الحماسة ، و يقول أرسطو
| مسرح طقسي | إن التراجيديا في الأصل ، متصلة بهذا النوع من الشعر . أما الملهاة الساتيرية - و هي مسرحيات نبتت في جذورها في الاحتفالات التي كانت تقام للإله ديونيسوس ، شخصياتها مقنعة تجمع بين ملامح الإنسان في الوجه و ملامح الحيوانات بباقي الجسد ، فيكون لها وجه إنسان و ذيل حصان و أرجل ماعز ، و رقصاتها مصحوبة بالضجيج و الضوضاء ، و تعبيراتها بذيئة | مسرح طقسي |

### مسرحيات الاسرار
المصدر اللاتيني للكلمة الإنجليزية الأولي ، هو كلمة " Ministerium"، بمعني طقس أو خدمة دينية. و يعتبر هذا اللون الديني من الأداء التمثيلي ، أهم أشكال الدراما في العصور الوسطي. و قد عرف في معظم بلاد أوروبا مثل «اسكتلندا، بولندا، المجر، إنجلترا، فرنسا، السويد، إيطاليا، إسبانيا» ، و كانت تستمد موضوعاتها من الكتاب المقدس، كما تطورت و أصبحت تتناول حياة السيد المسيح و حياة القديسين. و لقد ارتبط هذا النوع بالأداء الدوري فيقدم على شكل متسلسلة دورية ، تتضمن قصة حياة الإنسان من بداية الخليقة حتي يوم الحساب ، و كانت تعرف بمسرحيات «عيد القربان» لانها في الأصل كانت تقدم أثناء الأعياد خارج الكنيسة و هذا مما ميزها عن باقي أنواع الدراما الطقوسية وقتها ، التي كانت تقدم داخل الكنيسة ، فهذا النوع من الأعمال كان احتفالي ذو ملامح مقدسة.

### المسرحيات الاخلاقية
مصطلح فضفاض يشمل المسرحيات الرمزية و الساخرة و التي تهدف لعظة بالنهاية يستخلصها المشاهد سواء بشكل مباشر أو غير مباشر و لكن في الأغلب كانت أعمال مباشرة ، انتشر بشكل خاص من القرن الرابع عشر إلي السادس عشر ، و شخصياتها ذات طابع تجريدي أو مجازي ، مثل مسرحية «كل إنسان» و هي مجهولة المؤلف. و على سبيل المثال ، هذه المسرحية تقدم شخصيات مثل «الموت ، الأعمال الصالحة ، القوة ، الجمال ، المعرفة ، و غيرها من الشخصيات علي نفس المنطق». فهي مسرحيات تتعرض للصراع بين قوي الخير و قوي الشر ، مما سمح لها بعد ذلك التطرق لنواحي حياتية بل و سياسية إلي جانب الموضوعات التوعوية الدينية.

### مسرح القسوة
مسرح القسوةأحد الاشكال المسرحية التي تواجه الجمهور بأعمال عنف شديدة و محرمات يتم خرقها و صور جنسية مزعجة و قد عرضها «انطون ارتو» (1896- 1928) و لكنه لم يطورها ضمن إطار نظري ، و قد أثر بشكل خاص علي «جروتوفكسي ، بروك ، كان».